# Zhou Tianhua
Zhou Tianhua, född 10 april 1966, är en friidrottare från Kina. Hon deltog vid olympiska sommarspelen 1992.